# Мелітопольська районна рада
Мелітопольська районна рада — районна рада Мелітопольського району Запорізької області, з адміністративним центром в місті Мелітополь.

## Загальні відомості
Мелітопольській районній раді підпорядковані 1 селищна рада, 15 сільських рад, 1 смт, 10 селищ, 57 сіл. Водойми на території районної ради: ріки Молочна, Тащенак.
Населення становить 50,5 тис. осіб. З них 3,1 тис. (6 %) — міське населення, 47,4 тис. (94 %) — сільське.

## Склад ради
Загальний склад ради: 42 депутати. Партійний склад ради: "Команда Сергія Мінька" — 13 (30.95%), "Опозиційна платформа — За життя" — 12 (28.57%), "Слуга народу" — 5 (11.90%), "За майбутнє" — 5 (11.90%), "Опозиційний блок" — 4 (9.52%), "Європейська Солідарність" — 3 (7.14%).

### Керівний склад ради
- Голова — Цап Володимир Дмитрович[1]
- Заступник голови — Когут Інна Анатоліївна